# Maximilián Ujtelky
|   | a | b | c | d | e | f | g | h |   |
| 8 | a8 – Czarna wieża · b8 – Czarny skoczek · c8 – Czarny goniec · d8 – Czarny hetman · e8 – Czarny król · f8 – Czarny goniec · g8 – Czarny skoczek · h8 – Czarna wieża · a7 – Czarny pionek · b7 – Czarny pionek · c7 – Czarny pionek · d7 – Czarny pionek · e7 – Czarny pionek · f7 – Czarny pionek · g7 – Czarny pionek · h7 – Czarny pionek · b3 – Biały pionek · d3 – Biały pionek · e3 – Biały pionek · g3 – Biały pionek · a2 – Biały pionek · b2 – Biały goniec · c2 – Biały pionek · d2 – Biały skoczek · e2 – Biały skoczek · f2 – Biały pionek · g2 – Biały goniec · h2 – Biały pionek · a1 – Biała wieża · d1 – Biały hetman · e1 – Biały król · h1 – Biała wieża | a8 – Czarna wieża · b8 – Czarny skoczek · c8 – Czarny goniec · d8 – Czarny hetman · e8 – Czarny król · f8 – Czarny goniec · g8 – Czarny skoczek · h8 – Czarna wieża · a7 – Czarny pionek · b7 – Czarny pionek · c7 – Czarny pionek · d7 – Czarny pionek · e7 – Czarny pionek · f7 – Czarny pionek · g7 – Czarny pionek · h7 – Czarny pionek · b3 – Biały pionek · d3 – Biały pionek · e3 – Biały pionek · g3 – Biały pionek · a2 – Biały pionek · b2 – Biały goniec · c2 – Biały pionek · d2 – Biały skoczek · e2 – Biały skoczek · f2 – Biały pionek · g2 – Biały goniec · h2 – Biały pionek · a1 – Biała wieża · d1 – Biały hetman · e1 – Biały król · h1 – Biała wieża | a8 – Czarna wieża · b8 – Czarny skoczek · c8 – Czarny goniec · d8 – Czarny hetman · e8 – Czarny król · f8 – Czarny goniec · g8 – Czarny skoczek · h8 – Czarna wieża · a7 – Czarny pionek · b7 – Czarny pionek · c7 – Czarny pionek · d7 – Czarny pionek · e7 – Czarny pionek · f7 – Czarny pionek · g7 – Czarny pionek · h7 – Czarny pionek · b3 – Biały pionek · d3 – Biały pionek · e3 – Biały pionek · g3 – Biały pionek · a2 – Biały pionek · b2 – Biały goniec · c2 – Biały pionek · d2 – Biały skoczek · e2 – Biały skoczek · f2 – Biały pionek · g2 – Biały goniec · h2 – Biały pionek · a1 – Biała wieża · d1 – Biały hetman · e1 – Biały król · h1 – Biała wieża | a8 – Czarna wieża · b8 – Czarny skoczek · c8 – Czarny goniec · d8 – Czarny hetman · e8 – Czarny król · f8 – Czarny goniec · g8 – Czarny skoczek · h8 – Czarna wieża · a7 – Czarny pionek · b7 – Czarny pionek · c7 – Czarny pionek · d7 – Czarny pionek · e7 – Czarny pionek · f7 – Czarny pionek · g7 – Czarny pionek · h7 – Czarny pionek · b3 – Biały pionek · d3 – Biały pionek · e3 – Biały pionek · g3 – Biały pionek · a2 – Biały pionek · b2 – Biały goniec · c2 – Biały pionek · d2 – Biały skoczek · e2 – Biały skoczek · f2 – Biały pionek · g2 – Biały goniec · h2 – Biały pionek · a1 – Biała wieża · d1 – Biały hetman · e1 – Biały król · h1 – Biała wieża | a8 – Czarna wieża · b8 – Czarny skoczek · c8 – Czarny goniec · d8 – Czarny hetman · e8 – Czarny król · f8 – Czarny goniec · g8 – Czarny skoczek · h8 – Czarna wieża · a7 – Czarny pionek · b7 – Czarny pionek · c7 – Czarny pionek · d7 – Czarny pionek · e7 – Czarny pionek · f7 – Czarny pionek · g7 – Czarny pionek · h7 – Czarny pionek · b3 – Biały pionek · d3 – Biały pionek · e3 – Biały pionek · g3 – Biały pionek · a2 – Biały pionek · b2 – Biały goniec · c2 – Biały pionek · d2 – Biały skoczek · e2 – Biały skoczek · f2 – Biały pionek · g2 – Biały goniec · h2 – Biały pionek · a1 – Biała wieża · d1 – Biały hetman · e1 – Biały król · h1 – Biała wieża | a8 – Czarna wieża · b8 – Czarny skoczek · c8 – Czarny goniec · d8 – Czarny hetman · e8 – Czarny król · f8 – Czarny goniec · g8 – Czarny skoczek · h8 – Czarna wieża · a7 – Czarny pionek · b7 – Czarny pionek · c7 – Czarny pionek · d7 – Czarny pionek · e7 – Czarny pionek · f7 – Czarny pionek · g7 – Czarny pionek · h7 – Czarny pionek · b3 – Biały pionek · d3 – Biały pionek · e3 – Biały pionek · g3 – Biały pionek · a2 – Biały pionek · b2 – Biały goniec · c2 – Biały pionek · d2 – Biały skoczek · e2 – Biały skoczek · f2 – Biały pionek · g2 – Biały goniec · h2 – Biały pionek · a1 – Biała wieża · d1 – Biały hetman · e1 – Biały król · h1 – Biała wieża | a8 – Czarna wieża · b8 – Czarny skoczek · c8 – Czarny goniec · d8 – Czarny hetman · e8 – Czarny król · f8 – Czarny goniec · g8 – Czarny skoczek · h8 – Czarna wieża · a7 – Czarny pionek · b7 – Czarny pionek · c7 – Czarny pionek · d7 – Czarny pionek · e7 – Czarny pionek · f7 – Czarny pionek · g7 – Czarny pionek · h7 – Czarny pionek · b3 – Biały pionek · d3 – Biały pionek · e3 – Biały pionek · g3 – Biały pionek · a2 – Biały pionek · b2 – Biały goniec · c2 – Biały pionek · d2 – Biały skoczek · e2 – Biały skoczek · f2 – Biały pionek · g2 – Biały goniec · h2 – Biały pionek · a1 – Biała wieża · d1 – Biały hetman · e1 – Biały król · h1 – Biała wieża | a8 – Czarna wieża · b8 – Czarny skoczek · c8 – Czarny goniec · d8 – Czarny hetman · e8 – Czarny król · f8 – Czarny goniec · g8 – Czarny skoczek · h8 – Czarna wieża · a7 – Czarny pionek · b7 – Czarny pionek · c7 – Czarny pionek · d7 – Czarny pionek · e7 – Czarny pionek · f7 – Czarny pionek · g7 – Czarny pionek · h7 – Czarny pionek · b3 – Biały pionek · d3 – Biały pionek · e3 – Biały pionek · g3 – Biały pionek · a2 – Biały pionek · b2 – Biały goniec · c2 – Biały pionek · d2 – Biały skoczek · e2 – Biały skoczek · f2 – Biały pionek · g2 – Biały goniec · h2 – Biały pionek · a1 – Biała wieża · d1 – Biały hetman · e1 – Biały król · h1 – Biała wieża | 8 |
| 7 | a8 – Czarna wieża · b8 – Czarny skoczek · c8 – Czarny goniec · d8 – Czarny hetman · e8 – Czarny król · f8 – Czarny goniec · g8 – Czarny skoczek · h8 – Czarna wieża · a7 – Czarny pionek · b7 – Czarny pionek · c7 – Czarny pionek · d7 – Czarny pionek · e7 – Czarny pionek · f7 – Czarny pionek · g7 – Czarny pionek · h7 – Czarny pionek · b3 – Biały pionek · d3 – Biały pionek · e3 – Biały pionek · g3 – Biały pionek · a2 – Biały pionek · b2 – Biały goniec · c2 – Biały pionek · d2 – Biały skoczek · e2 – Biały skoczek · f2 – Biały pionek · g2 – Biały goniec · h2 – Biały pionek · a1 – Biała wieża · d1 – Biały hetman · e1 – Biały król · h1 – Biała wieża | a8 – Czarna wieża · b8 – Czarny skoczek · c8 – Czarny goniec · d8 – Czarny hetman · e8 – Czarny król · f8 – Czarny goniec · g8 – Czarny skoczek · h8 – Czarna wieża · a7 – Czarny pionek · b7 – Czarny pionek · c7 – Czarny pionek · d7 – Czarny pionek · e7 – Czarny pionek · f7 – Czarny pionek · g7 – Czarny pionek · h7 – Czarny pionek · b3 – Biały pionek · d3 – Biały pionek · e3 – Biały pionek · g3 – Biały pionek · a2 – Biały pionek · b2 – Biały goniec · c2 – Biały pionek · d2 – Biały skoczek · e2 – Biały skoczek · f2 – Biały pionek · g2 – Biały goniec · h2 – Biały pionek · a1 – Biała wieża · d1 – Biały hetman · e1 – Biały król · h1 – Biała wieża | a8 – Czarna wieża · b8 – Czarny skoczek · c8 – Czarny goniec · d8 – Czarny hetman · e8 – Czarny król · f8 – Czarny goniec · g8 – Czarny skoczek · h8 – Czarna wieża · a7 – Czarny pionek · b7 – Czarny pionek · c7 – Czarny pionek · d7 – Czarny pionek · e7 – Czarny pionek · f7 – Czarny pionek · g7 – Czarny pionek · h7 – Czarny pionek · b3 – Biały pionek · d3 – Biały pionek · e3 – Biały pionek · g3 – Biały pionek · a2 – Biały pionek · b2 – Biały goniec · c2 – Biały pionek · d2 – Biały skoczek · e2 – Biały skoczek · f2 – Biały pionek · g2 – Biały goniec · h2 – Biały pionek · a1 – Biała wieża · d1 – Biały hetman · e1 – Biały król · h1 – Biała wieża | a8 – Czarna wieża · b8 – Czarny skoczek · c8 – Czarny goniec · d8 – Czarny hetman · e8 – Czarny król · f8 – Czarny goniec · g8 – Czarny skoczek · h8 – Czarna wieża · a7 – Czarny pionek · b7 – Czarny pionek · c7 – Czarny pionek · d7 – Czarny pionek · e7 – Czarny pionek · f7 – Czarny pionek · g7 – Czarny pionek · h7 – Czarny pionek · b3 – Biały pionek · d3 – Biały pionek · e3 – Biały pionek · g3 – Biały pionek · a2 – Biały pionek · b2 – Biały goniec · c2 – Biały pionek · d2 – Biały skoczek · e2 – Biały skoczek · f2 – Biały pionek · g2 – Biały goniec · h2 – Biały pionek · a1 – Biała wieża · d1 – Biały hetman · e1 – Biały król · h1 – Biała wieża | a8 – Czarna wieża · b8 – Czarny skoczek · c8 – Czarny goniec · d8 – Czarny hetman · e8 – Czarny król · f8 – Czarny goniec · g8 – Czarny skoczek · h8 – Czarna wieża · a7 – Czarny pionek · b7 – Czarny pionek · c7 – Czarny pionek · d7 – Czarny pionek · e7 – Czarny pionek · f7 – Czarny pionek · g7 – Czarny pionek · h7 – Czarny pionek · b3 – Biały pionek · d3 – Biały pionek · e3 – Biały pionek · g3 – Biały pionek · a2 – Biały pionek · b2 – Biały goniec · c2 – Biały pionek · d2 – Biały skoczek · e2 – Biały skoczek · f2 – Biały pionek · g2 – Biały goniec · h2 – Biały pionek · a1 – Biała wieża · d1 – Biały hetman · e1 – Biały król · h1 – Biała wieża | a8 – Czarna wieża · b8 – Czarny skoczek · c8 – Czarny goniec · d8 – Czarny hetman · e8 – Czarny król · f8 – Czarny goniec · g8 – Czarny skoczek · h8 – Czarna wieża · a7 – Czarny pionek · b7 – Czarny pionek · c7 – Czarny pionek · d7 – Czarny pionek · e7 – Czarny pionek · f7 – Czarny pionek · g7 – Czarny pionek · h7 – Czarny pionek · b3 – Biały pionek · d3 – Biały pionek · e3 – Biały pionek · g3 – Biały pionek · a2 – Biały pionek · b2 – Biały goniec · c2 – Biały pionek · d2 – Biały skoczek · e2 – Biały skoczek · f2 – Biały pionek · g2 – Biały goniec · h2 – Biały pionek · a1 – Biała wieża · d1 – Biały hetman · e1 – Biały król · h1 – Biała wieża | a8 – Czarna wieża · b8 – Czarny skoczek · c8 – Czarny goniec · d8 – Czarny hetman · e8 – Czarny król · f8 – Czarny goniec · g8 – Czarny skoczek · h8 – Czarna wieża · a7 – Czarny pionek · b7 – Czarny pionek · c7 – Czarny pionek · d7 – Czarny pionek · e7 – Czarny pionek · f7 – Czarny pionek · g7 – Czarny pionek · h7 – Czarny pionek · b3 – Biały pionek · d3 – Biały pionek · e3 – Biały pionek · g3 – Biały pionek · a2 – Biały pionek · b2 – Biały goniec · c2 – Biały pionek · d2 – Biały skoczek · e2 – Biały skoczek · f2 – Biały pionek · g2 – Biały goniec · h2 – Biały pionek · a1 – Biała wieża · d1 – Biały hetman · e1 – Biały król · h1 – Biała wieża | a8 – Czarna wieża · b8 – Czarny skoczek · c8 – Czarny goniec · d8 – Czarny hetman · e8 – Czarny król · f8 – Czarny goniec · g8 – Czarny skoczek · h8 – Czarna wieża · a7 – Czarny pionek · b7 – Czarny pionek · c7 – Czarny pionek · d7 – Czarny pionek · e7 – Czarny pionek · f7 – Czarny pionek · g7 – Czarny pionek · h7 – Czarny pionek · b3 – Biały pionek · d3 – Biały pionek · e3 – Biały pionek · g3 – Biały pionek · a2 – Biały pionek · b2 – Biały goniec · c2 – Biały pionek · d2 – Biały skoczek · e2 – Biały skoczek · f2 – Biały pionek · g2 – Biały goniec · h2 – Biały pionek · a1 – Biała wieża · d1 – Biały hetman · e1 – Biały król · h1 – Biała wieża | 7 |
| 6 | a8 – Czarna wieża · b8 – Czarny skoczek · c8 – Czarny goniec · d8 – Czarny hetman · e8 – Czarny król · f8 – Czarny goniec · g8 – Czarny skoczek · h8 – Czarna wieża · a7 – Czarny pionek · b7 – Czarny pionek · c7 – Czarny pionek · d7 – Czarny pionek · e7 – Czarny pionek · f7 – Czarny pionek · g7 – Czarny pionek · h7 – Czarny pionek · b3 – Biały pionek · d3 – Biały pionek · e3 – Biały pionek · g3 – Biały pionek · a2 – Biały pionek · b2 – Biały goniec · c2 – Biały pionek · d2 – Biały skoczek · e2 – Biały skoczek · f2 – Biały pionek · g2 – Biały goniec · h2 – Biały pionek · a1 – Biała wieża · d1 – Biały hetman · e1 – Biały król · h1 – Biała wieża | a8 – Czarna wieża · b8 – Czarny skoczek · c8 – Czarny goniec · d8 – Czarny hetman · e8 – Czarny król · f8 – Czarny goniec · g8 – Czarny skoczek · h8 – Czarna wieża · a7 – Czarny pionek · b7 – Czarny pionek · c7 – Czarny pionek · d7 – Czarny pionek · e7 – Czarny pionek · f7 – Czarny pionek · g7 – Czarny pionek · h7 – Czarny pionek · b3 – Biały pionek · d3 – Biały pionek · e3 – Biały pionek · g3 – Biały pionek · a2 – Biały pionek · b2 – Biały goniec · c2 – Biały pionek · d2 – Biały skoczek · e2 – Biały skoczek · f2 – Biały pionek · g2 – Biały goniec · h2 – Biały pionek · a1 – Biała wieża · d1 – Biały hetman · e1 – Biały król · h1 – Biała wieża | a8 – Czarna wieża · b8 – Czarny skoczek · c8 – Czarny goniec · d8 – Czarny hetman · e8 – Czarny król · f8 – Czarny goniec · g8 – Czarny skoczek · h8 – Czarna wieża · a7 – Czarny pionek · b7 – Czarny pionek · c7 – Czarny pionek · d7 – Czarny pionek · e7 – Czarny pionek · f7 – Czarny pionek · g7 – Czarny pionek · h7 – Czarny pionek · b3 – Biały pionek · d3 – Biały pionek · e3 – Biały pionek · g3 – Biały pionek · a2 – Biały pionek · b2 – Biały goniec · c2 – Biały pionek · d2 – Biały skoczek · e2 – Biały skoczek · f2 – Biały pionek · g2 – Biały goniec · h2 – Biały pionek · a1 – Biała wieża · d1 – Biały hetman · e1 – Biały król · h1 – Biała wieża | a8 – Czarna wieża · b8 – Czarny skoczek · c8 – Czarny goniec · d8 – Czarny hetman · e8 – Czarny król · f8 – Czarny goniec · g8 – Czarny skoczek · h8 – Czarna wieża · a7 – Czarny pionek · b7 – Czarny pionek · c7 – Czarny pionek · d7 – Czarny pionek · e7 – Czarny pionek · f7 – Czarny pionek · g7 – Czarny pionek · h7 – Czarny pionek · b3 – Biały pionek · d3 – Biały pionek · e3 – Biały pionek · g3 – Biały pionek · a2 – Biały pionek · b2 – Biały goniec · c2 – Biały pionek · d2 – Biały skoczek · e2 – Biały skoczek · f2 – Biały pionek · g2 – Biały goniec · h2 – Biały pionek · a1 – Biała wieża · d1 – Biały hetman · e1 – Biały król · h1 – Biała wieża | a8 – Czarna wieża · b8 – Czarny skoczek · c8 – Czarny goniec · d8 – Czarny hetman · e8 – Czarny król · f8 – Czarny goniec · g8 – Czarny skoczek · h8 – Czarna wieża · a7 – Czarny pionek · b7 – Czarny pionek · c7 – Czarny pionek · d7 – Czarny pionek · e7 – Czarny pionek · f7 – Czarny pionek · g7 – Czarny pionek · h7 – Czarny pionek · b3 – Biały pionek · d3 – Biały pionek · e3 – Biały pionek · g3 – Biały pionek · a2 – Biały pionek · b2 – Biały goniec · c2 – Biały pionek · d2 – Biały skoczek · e2 – Biały skoczek · f2 – Biały pionek · g2 – Biały goniec · h2 – Biały pionek · a1 – Biała wieża · d1 – Biały hetman · e1 – Biały król · h1 – Biała wieża | a8 – Czarna wieża · b8 – Czarny skoczek · c8 – Czarny goniec · d8 – Czarny hetman · e8 – Czarny król · f8 – Czarny goniec · g8 – Czarny skoczek · h8 – Czarna wieża · a7 – Czarny pionek · b7 – Czarny pionek · c7 – Czarny pionek · d7 – Czarny pionek · e7 – Czarny pionek · f7 – Czarny pionek · g7 – Czarny pionek · h7 – Czarny pionek · b3 – Biały pionek · d3 – Biały pionek · e3 – Biały pionek · g3 – Biały pionek · a2 – Biały pionek · b2 – Biały goniec · c2 – Biały pionek · d2 – Biały skoczek · e2 – Biały skoczek · f2 – Biały pionek · g2 – Biały goniec · h2 – Biały pionek · a1 – Biała wieża · d1 – Biały hetman · e1 – Biały król · h1 – Biała wieża | a8 – Czarna wieża · b8 – Czarny skoczek · c8 – Czarny goniec · d8 – Czarny hetman · e8 – Czarny król · f8 – Czarny goniec · g8 – Czarny skoczek · h8 – Czarna wieża · a7 – Czarny pionek · b7 – Czarny pionek · c7 – Czarny pionek · d7 – Czarny pionek · e7 – Czarny pionek · f7 – Czarny pionek · g7 – Czarny pionek · h7 – Czarny pionek · b3 – Biały pionek · d3 – Biały pionek · e3 – Biały pionek · g3 – Biały pionek · a2 – Biały pionek · b2 – Biały goniec · c2 – Biały pionek · d2 – Biały skoczek · e2 – Biały skoczek · f2 – Biały pionek · g2 – Biały goniec · h2 – Biały pionek · a1 – Biała wieża · d1 – Biały hetman · e1 – Biały król · h1 – Biała wieża | a8 – Czarna wieża · b8 – Czarny skoczek · c8 – Czarny goniec · d8 – Czarny hetman · e8 – Czarny król · f8 – Czarny goniec · g8 – Czarny skoczek · h8 – Czarna wieża · a7 – Czarny pionek · b7 – Czarny pionek · c7 – Czarny pionek · d7 – Czarny pionek · e7 – Czarny pionek · f7 – Czarny pionek · g7 – Czarny pionek · h7 – Czarny pionek · b3 – Biały pionek · d3 – Biały pionek · e3 – Biały pionek · g3 – Biały pionek · a2 – Biały pionek · b2 – Biały goniec · c2 – Biały pionek · d2 – Biały skoczek · e2 – Biały skoczek · f2 – Biały pionek · g2 – Biały goniec · h2 – Biały pionek · a1 – Biała wieża · d1 – Biały hetman · e1 – Biały król · h1 – Biała wieża | 6 |
| 5 | a8 – Czarna wieża · b8 – Czarny skoczek · c8 – Czarny goniec · d8 – Czarny hetman · e8 – Czarny król · f8 – Czarny goniec · g8 – Czarny skoczek · h8 – Czarna wieża · a7 – Czarny pionek · b7 – Czarny pionek · c7 – Czarny pionek · d7 – Czarny pionek · e7 – Czarny pionek · f7 – Czarny pionek · g7 – Czarny pionek · h7 – Czarny pionek · b3 – Biały pionek · d3 – Biały pionek · e3 – Biały pionek · g3 – Biały pionek · a2 – Biały pionek · b2 – Biały goniec · c2 – Biały pionek · d2 – Biały skoczek · e2 – Biały skoczek · f2 – Biały pionek · g2 – Biały goniec · h2 – Biały pionek · a1 – Biała wieża · d1 – Biały hetman · e1 – Biały król · h1 – Biała wieża | a8 – Czarna wieża · b8 – Czarny skoczek · c8 – Czarny goniec · d8 – Czarny hetman · e8 – Czarny król · f8 – Czarny goniec · g8 – Czarny skoczek · h8 – Czarna wieża · a7 – Czarny pionek · b7 – Czarny pionek · c7 – Czarny pionek · d7 – Czarny pionek · e7 – Czarny pionek · f7 – Czarny pionek · g7 – Czarny pionek · h7 – Czarny pionek · b3 – Biały pionek · d3 – Biały pionek · e3 – Biały pionek · g3 – Biały pionek · a2 – Biały pionek · b2 – Biały goniec · c2 – Biały pionek · d2 – Biały skoczek · e2 – Biały skoczek · f2 – Biały pionek · g2 – Biały goniec · h2 – Biały pionek · a1 – Biała wieża · d1 – Biały hetman · e1 – Biały król · h1 – Biała wieża | a8 – Czarna wieża · b8 – Czarny skoczek · c8 – Czarny goniec · d8 – Czarny hetman · e8 – Czarny król · f8 – Czarny goniec · g8 – Czarny skoczek · h8 – Czarna wieża · a7 – Czarny pionek · b7 – Czarny pionek · c7 – Czarny pionek · d7 – Czarny pionek · e7 – Czarny pionek · f7 – Czarny pionek · g7 – Czarny pionek · h7 – Czarny pionek · b3 – Biały pionek · d3 – Biały pionek · e3 – Biały pionek · g3 – Biały pionek · a2 – Biały pionek · b2 – Biały goniec · c2 – Biały pionek · d2 – Biały skoczek · e2 – Biały skoczek · f2 – Biały pionek · g2 – Biały goniec · h2 – Biały pionek · a1 – Biała wieża · d1 – Biały hetman · e1 – Biały król · h1 – Biała wieża | a8 – Czarna wieża · b8 – Czarny skoczek · c8 – Czarny goniec · d8 – Czarny hetman · e8 – Czarny król · f8 – Czarny goniec · g8 – Czarny skoczek · h8 – Czarna wieża · a7 – Czarny pionek · b7 – Czarny pionek · c7 – Czarny pionek · d7 – Czarny pionek · e7 – Czarny pionek · f7 – Czarny pionek · g7 – Czarny pionek · h7 – Czarny pionek · b3 – Biały pionek · d3 – Biały pionek · e3 – Biały pionek · g3 – Biały pionek · a2 – Biały pionek · b2 – Biały goniec · c2 – Biały pionek · d2 – Biały skoczek · e2 – Biały skoczek · f2 – Biały pionek · g2 – Biały goniec · h2 – Biały pionek · a1 – Biała wieża · d1 – Biały hetman · e1 – Biały król · h1 – Biała wieża | a8 – Czarna wieża · b8 – Czarny skoczek · c8 – Czarny goniec · d8 – Czarny hetman · e8 – Czarny król · f8 – Czarny goniec · g8 – Czarny skoczek · h8 – Czarna wieża · a7 – Czarny pionek · b7 – Czarny pionek · c7 – Czarny pionek · d7 – Czarny pionek · e7 – Czarny pionek · f7 – Czarny pionek · g7 – Czarny pionek · h7 – Czarny pionek · b3 – Biały pionek · d3 – Biały pionek · e3 – Biały pionek · g3 – Biały pionek · a2 – Biały pionek · b2 – Biały goniec · c2 – Biały pionek · d2 – Biały skoczek · e2 – Biały skoczek · f2 – Biały pionek · g2 – Biały goniec · h2 – Biały pionek · a1 – Biała wieża · d1 – Biały hetman · e1 – Biały król · h1 – Biała wieża | a8 – Czarna wieża · b8 – Czarny skoczek · c8 – Czarny goniec · d8 – Czarny hetman · e8 – Czarny król · f8 – Czarny goniec · g8 – Czarny skoczek · h8 – Czarna wieża · a7 – Czarny pionek · b7 – Czarny pionek · c7 – Czarny pionek · d7 – Czarny pionek · e7 – Czarny pionek · f7 – Czarny pionek · g7 – Czarny pionek · h7 – Czarny pionek · b3 – Biały pionek · d3 – Biały pionek · e3 – Biały pionek · g3 – Biały pionek · a2 – Biały pionek · b2 – Biały goniec · c2 – Biały pionek · d2 – Biały skoczek · e2 – Biały skoczek · f2 – Biały pionek · g2 – Biały goniec · h2 – Biały pionek · a1 – Biała wieża · d1 – Biały hetman · e1 – Biały król · h1 – Biała wieża | a8 – Czarna wieża · b8 – Czarny skoczek · c8 – Czarny goniec · d8 – Czarny hetman · e8 – Czarny król · f8 – Czarny goniec · g8 – Czarny skoczek · h8 – Czarna wieża · a7 – Czarny pionek · b7 – Czarny pionek · c7 – Czarny pionek · d7 – Czarny pionek · e7 – Czarny pionek · f7 – Czarny pionek · g7 – Czarny pionek · h7 – Czarny pionek · b3 – Biały pionek · d3 – Biały pionek · e3 – Biały pionek · g3 – Biały pionek · a2 – Biały pionek · b2 – Biały goniec · c2 – Biały pionek · d2 – Biały skoczek · e2 – Biały skoczek · f2 – Biały pionek · g2 – Biały goniec · h2 – Biały pionek · a1 – Biała wieża · d1 – Biały hetman · e1 – Biały król · h1 – Biała wieża | a8 – Czarna wieża · b8 – Czarny skoczek · c8 – Czarny goniec · d8 – Czarny hetman · e8 – Czarny król · f8 – Czarny goniec · g8 – Czarny skoczek · h8 – Czarna wieża · a7 – Czarny pionek · b7 – Czarny pionek · c7 – Czarny pionek · d7 – Czarny pionek · e7 – Czarny pionek · f7 – Czarny pionek · g7 – Czarny pionek · h7 – Czarny pionek · b3 – Biały pionek · d3 – Biały pionek · e3 – Biały pionek · g3 – Biały pionek · a2 – Biały pionek · b2 – Biały goniec · c2 – Biały pionek · d2 – Biały skoczek · e2 – Biały skoczek · f2 – Biały pionek · g2 – Biały goniec · h2 – Biały pionek · a1 – Biała wieża · d1 – Biały hetman · e1 – Biały król · h1 – Biała wieża | 5 |
| 4 | a8 – Czarna wieża · b8 – Czarny skoczek · c8 – Czarny goniec · d8 – Czarny hetman · e8 – Czarny król · f8 – Czarny goniec · g8 – Czarny skoczek · h8 – Czarna wieża · a7 – Czarny pionek · b7 – Czarny pionek · c7 – Czarny pionek · d7 – Czarny pionek · e7 – Czarny pionek · f7 – Czarny pionek · g7 – Czarny pionek · h7 – Czarny pionek · b3 – Biały pionek · d3 – Biały pionek · e3 – Biały pionek · g3 – Biały pionek · a2 – Biały pionek · b2 – Biały goniec · c2 – Biały pionek · d2 – Biały skoczek · e2 – Biały skoczek · f2 – Biały pionek · g2 – Biały goniec · h2 – Biały pionek · a1 – Biała wieża · d1 – Biały hetman · e1 – Biały król · h1 – Biała wieża | a8 – Czarna wieża · b8 – Czarny skoczek · c8 – Czarny goniec · d8 – Czarny hetman · e8 – Czarny król · f8 – Czarny goniec · g8 – Czarny skoczek · h8 – Czarna wieża · a7 – Czarny pionek · b7 – Czarny pionek · c7 – Czarny pionek · d7 – Czarny pionek · e7 – Czarny pionek · f7 – Czarny pionek · g7 – Czarny pionek · h7 – Czarny pionek · b3 – Biały pionek · d3 – Biały pionek · e3 – Biały pionek · g3 – Biały pionek · a2 – Biały pionek · b2 – Biały goniec · c2 – Biały pionek · d2 – Biały skoczek · e2 – Biały skoczek · f2 – Biały pionek · g2 – Biały goniec · h2 – Biały pionek · a1 – Biała wieża · d1 – Biały hetman · e1 – Biały król · h1 – Biała wieża | a8 – Czarna wieża · b8 – Czarny skoczek · c8 – Czarny goniec · d8 – Czarny hetman · e8 – Czarny król · f8 – Czarny goniec · g8 – Czarny skoczek · h8 – Czarna wieża · a7 – Czarny pionek · b7 – Czarny pionek · c7 – Czarny pionek · d7 – Czarny pionek · e7 – Czarny pionek · f7 – Czarny pionek · g7 – Czarny pionek · h7 – Czarny pionek · b3 – Biały pionek · d3 – Biały pionek · e3 – Biały pionek · g3 – Biały pionek · a2 – Biały pionek · b2 – Biały goniec · c2 – Biały pionek · d2 – Biały skoczek · e2 – Biały skoczek · f2 – Biały pionek · g2 – Biały goniec · h2 – Biały pionek · a1 – Biała wieża · d1 – Biały hetman · e1 – Biały król · h1 – Biała wieża | a8 – Czarna wieża · b8 – Czarny skoczek · c8 – Czarny goniec · d8 – Czarny hetman · e8 – Czarny król · f8 – Czarny goniec · g8 – Czarny skoczek · h8 – Czarna wieża · a7 – Czarny pionek · b7 – Czarny pionek · c7 – Czarny pionek · d7 – Czarny pionek · e7 – Czarny pionek · f7 – Czarny pionek · g7 – Czarny pionek · h7 – Czarny pionek · b3 – Biały pionek · d3 – Biały pionek · e3 – Biały pionek · g3 – Biały pionek · a2 – Biały pionek · b2 – Biały goniec · c2 – Biały pionek · d2 – Biały skoczek · e2 – Biały skoczek · f2 – Biały pionek · g2 – Biały goniec · h2 – Biały pionek · a1 – Biała wieża · d1 – Biały hetman · e1 – Biały król · h1 – Biała wieża | a8 – Czarna wieża · b8 – Czarny skoczek · c8 – Czarny goniec · d8 – Czarny hetman · e8 – Czarny król · f8 – Czarny goniec · g8 – Czarny skoczek · h8 – Czarna wieża · a7 – Czarny pionek · b7 – Czarny pionek · c7 – Czarny pionek · d7 – Czarny pionek · e7 – Czarny pionek · f7 – Czarny pionek · g7 – Czarny pionek · h7 – Czarny pionek · b3 – Biały pionek · d3 – Biały pionek · e3 – Biały pionek · g3 – Biały pionek · a2 – Biały pionek · b2 – Biały goniec · c2 – Biały pionek · d2 – Biały skoczek · e2 – Biały skoczek · f2 – Biały pionek · g2 – Biały goniec · h2 – Biały pionek · a1 – Biała wieża · d1 – Biały hetman · e1 – Biały król · h1 – Biała wieża | a8 – Czarna wieża · b8 – Czarny skoczek · c8 – Czarny goniec · d8 – Czarny hetman · e8 – Czarny król · f8 – Czarny goniec · g8 – Czarny skoczek · h8 – Czarna wieża · a7 – Czarny pionek · b7 – Czarny pionek · c7 – Czarny pionek · d7 – Czarny pionek · e7 – Czarny pionek · f7 – Czarny pionek · g7 – Czarny pionek · h7 – Czarny pionek · b3 – Biały pionek · d3 – Biały pionek · e3 – Biały pionek · g3 – Biały pionek · a2 – Biały pionek · b2 – Biały goniec · c2 – Biały pionek · d2 – Biały skoczek · e2 – Biały skoczek · f2 – Biały pionek · g2 – Biały goniec · h2 – Biały pionek · a1 – Biała wieża · d1 – Biały hetman · e1 – Biały król · h1 – Biała wieża | a8 – Czarna wieża · b8 – Czarny skoczek · c8 – Czarny goniec · d8 – Czarny hetman · e8 – Czarny król · f8 – Czarny goniec · g8 – Czarny skoczek · h8 – Czarna wieża · a7 – Czarny pionek · b7 – Czarny pionek · c7 – Czarny pionek · d7 – Czarny pionek · e7 – Czarny pionek · f7 – Czarny pionek · g7 – Czarny pionek · h7 – Czarny pionek · b3 – Biały pionek · d3 – Biały pionek · e3 – Biały pionek · g3 – Biały pionek · a2 – Biały pionek · b2 – Biały goniec · c2 – Biały pionek · d2 – Biały skoczek · e2 – Biały skoczek · f2 – Biały pionek · g2 – Biały goniec · h2 – Biały pionek · a1 – Biała wieża · d1 – Biały hetman · e1 – Biały król · h1 – Biała wieża | a8 – Czarna wieża · b8 – Czarny skoczek · c8 – Czarny goniec · d8 – Czarny hetman · e8 – Czarny król · f8 – Czarny goniec · g8 – Czarny skoczek · h8 – Czarna wieża · a7 – Czarny pionek · b7 – Czarny pionek · c7 – Czarny pionek · d7 – Czarny pionek · e7 – Czarny pionek · f7 – Czarny pionek · g7 – Czarny pionek · h7 – Czarny pionek · b3 – Biały pionek · d3 – Biały pionek · e3 – Biały pionek · g3 – Biały pionek · a2 – Biały pionek · b2 – Biały goniec · c2 – Biały pionek · d2 – Biały skoczek · e2 – Biały skoczek · f2 – Biały pionek · g2 – Biały goniec · h2 – Biały pionek · a1 – Biała wieża · d1 – Biały hetman · e1 – Biały król · h1 – Biała wieża | 4 |
| 3 | a8 – Czarna wieża · b8 – Czarny skoczek · c8 – Czarny goniec · d8 – Czarny hetman · e8 – Czarny król · f8 – Czarny goniec · g8 – Czarny skoczek · h8 – Czarna wieża · a7 – Czarny pionek · b7 – Czarny pionek · c7 – Czarny pionek · d7 – Czarny pionek · e7 – Czarny pionek · f7 – Czarny pionek · g7 – Czarny pionek · h7 – Czarny pionek · b3 – Biały pionek · d3 – Biały pionek · e3 – Biały pionek · g3 – Biały pionek · a2 – Biały pionek · b2 – Biały goniec · c2 – Biały pionek · d2 – Biały skoczek · e2 – Biały skoczek · f2 – Biały pionek · g2 – Biały goniec · h2 – Biały pionek · a1 – Biała wieża · d1 – Biały hetman · e1 – Biały król · h1 – Biała wieża | a8 – Czarna wieża · b8 – Czarny skoczek · c8 – Czarny goniec · d8 – Czarny hetman · e8 – Czarny król · f8 – Czarny goniec · g8 – Czarny skoczek · h8 – Czarna wieża · a7 – Czarny pionek · b7 – Czarny pionek · c7 – Czarny pionek · d7 – Czarny pionek · e7 – Czarny pionek · f7 – Czarny pionek · g7 – Czarny pionek · h7 – Czarny pionek · b3 – Biały pionek · d3 – Biały pionek · e3 – Biały pionek · g3 – Biały pionek · a2 – Biały pionek · b2 – Biały goniec · c2 – Biały pionek · d2 – Biały skoczek · e2 – Biały skoczek · f2 – Biały pionek · g2 – Biały goniec · h2 – Biały pionek · a1 – Biała wieża · d1 – Biały hetman · e1 – Biały król · h1 – Biała wieża | a8 – Czarna wieża · b8 – Czarny skoczek · c8 – Czarny goniec · d8 – Czarny hetman · e8 – Czarny król · f8 – Czarny goniec · g8 – Czarny skoczek · h8 – Czarna wieża · a7 – Czarny pionek · b7 – Czarny pionek · c7 – Czarny pionek · d7 – Czarny pionek · e7 – Czarny pionek · f7 – Czarny pionek · g7 – Czarny pionek · h7 – Czarny pionek · b3 – Biały pionek · d3 – Biały pionek · e3 – Biały pionek · g3 – Biały pionek · a2 – Biały pionek · b2 – Biały goniec · c2 – Biały pionek · d2 – Biały skoczek · e2 – Biały skoczek · f2 – Biały pionek · g2 – Biały goniec · h2 – Biały pionek · a1 – Biała wieża · d1 – Biały hetman · e1 – Biały król · h1 – Biała wieża | a8 – Czarna wieża · b8 – Czarny skoczek · c8 – Czarny goniec · d8 – Czarny hetman · e8 – Czarny król · f8 – Czarny goniec · g8 – Czarny skoczek · h8 – Czarna wieża · a7 – Czarny pionek · b7 – Czarny pionek · c7 – Czarny pionek · d7 – Czarny pionek · e7 – Czarny pionek · f7 – Czarny pionek · g7 – Czarny pionek · h7 – Czarny pionek · b3 – Biały pionek · d3 – Biały pionek · e3 – Biały pionek · g3 – Biały pionek · a2 – Biały pionek · b2 – Biały goniec · c2 – Biały pionek · d2 – Biały skoczek · e2 – Biały skoczek · f2 – Biały pionek · g2 – Biały goniec · h2 – Biały pionek · a1 – Biała wieża · d1 – Biały hetman · e1 – Biały król · h1 – Biała wieża | a8 – Czarna wieża · b8 – Czarny skoczek · c8 – Czarny goniec · d8 – Czarny hetman · e8 – Czarny król · f8 – Czarny goniec · g8 – Czarny skoczek · h8 – Czarna wieża · a7 – Czarny pionek · b7 – Czarny pionek · c7 – Czarny pionek · d7 – Czarny pionek · e7 – Czarny pionek · f7 – Czarny pionek · g7 – Czarny pionek · h7 – Czarny pionek · b3 – Biały pionek · d3 – Biały pionek · e3 – Biały pionek · g3 – Biały pionek · a2 – Biały pionek · b2 – Biały goniec · c2 – Biały pionek · d2 – Biały skoczek · e2 – Biały skoczek · f2 – Biały pionek · g2 – Biały goniec · h2 – Biały pionek · a1 – Biała wieża · d1 – Biały hetman · e1 – Biały król · h1 – Biała wieża | a8 – Czarna wieża · b8 – Czarny skoczek · c8 – Czarny goniec · d8 – Czarny hetman · e8 – Czarny król · f8 – Czarny goniec · g8 – Czarny skoczek · h8 – Czarna wieża · a7 – Czarny pionek · b7 – Czarny pionek · c7 – Czarny pionek · d7 – Czarny pionek · e7 – Czarny pionek · f7 – Czarny pionek · g7 – Czarny pionek · h7 – Czarny pionek · b3 – Biały pionek · d3 – Biały pionek · e3 – Biały pionek · g3 – Biały pionek · a2 – Biały pionek · b2 – Biały goniec · c2 – Biały pionek · d2 – Biały skoczek · e2 – Biały skoczek · f2 – Biały pionek · g2 – Biały goniec · h2 – Biały pionek · a1 – Biała wieża · d1 – Biały hetman · e1 – Biały król · h1 – Biała wieża | a8 – Czarna wieża · b8 – Czarny skoczek · c8 – Czarny goniec · d8 – Czarny hetman · e8 – Czarny król · f8 – Czarny goniec · g8 – Czarny skoczek · h8 – Czarna wieża · a7 – Czarny pionek · b7 – Czarny pionek · c7 – Czarny pionek · d7 – Czarny pionek · e7 – Czarny pionek · f7 – Czarny pionek · g7 – Czarny pionek · h7 – Czarny pionek · b3 – Biały pionek · d3 – Biały pionek · e3 – Biały pionek · g3 – Biały pionek · a2 – Biały pionek · b2 – Biały goniec · c2 – Biały pionek · d2 – Biały skoczek · e2 – Biały skoczek · f2 – Biały pionek · g2 – Biały goniec · h2 – Biały pionek · a1 – Biała wieża · d1 – Biały hetman · e1 – Biały król · h1 – Biała wieża | a8 – Czarna wieża · b8 – Czarny skoczek · c8 – Czarny goniec · d8 – Czarny hetman · e8 – Czarny król · f8 – Czarny goniec · g8 – Czarny skoczek · h8 – Czarna wieża · a7 – Czarny pionek · b7 – Czarny pionek · c7 – Czarny pionek · d7 – Czarny pionek · e7 – Czarny pionek · f7 – Czarny pionek · g7 – Czarny pionek · h7 – Czarny pionek · b3 – Biały pionek · d3 – Biały pionek · e3 – Biały pionek · g3 – Biały pionek · a2 – Biały pionek · b2 – Biały goniec · c2 – Biały pionek · d2 – Biały skoczek · e2 – Biały skoczek · f2 – Biały pionek · g2 – Biały goniec · h2 – Biały pionek · a1 – Biała wieża · d1 – Biały hetman · e1 – Biały król · h1 – Biała wieża | 3 |
| 2 | a8 – Czarna wieża · b8 – Czarny skoczek · c8 – Czarny goniec · d8 – Czarny hetman · e8 – Czarny król · f8 – Czarny goniec · g8 – Czarny skoczek · h8 – Czarna wieża · a7 – Czarny pionek · b7 – Czarny pionek · c7 – Czarny pionek · d7 – Czarny pionek · e7 – Czarny pionek · f7 – Czarny pionek · g7 – Czarny pionek · h7 – Czarny pionek · b3 – Biały pionek · d3 – Biały pionek · e3 – Biały pionek · g3 – Biały pionek · a2 – Biały pionek · b2 – Biały goniec · c2 – Biały pionek · d2 – Biały skoczek · e2 – Biały skoczek · f2 – Biały pionek · g2 – Biały goniec · h2 – Biały pionek · a1 – Biała wieża · d1 – Biały hetman · e1 – Biały król · h1 – Biała wieża | a8 – Czarna wieża · b8 – Czarny skoczek · c8 – Czarny goniec · d8 – Czarny hetman · e8 – Czarny król · f8 – Czarny goniec · g8 – Czarny skoczek · h8 – Czarna wieża · a7 – Czarny pionek · b7 – Czarny pionek · c7 – Czarny pionek · d7 – Czarny pionek · e7 – Czarny pionek · f7 – Czarny pionek · g7 – Czarny pionek · h7 – Czarny pionek · b3 – Biały pionek · d3 – Biały pionek · e3 – Biały pionek · g3 – Biały pionek · a2 – Biały pionek · b2 – Biały goniec · c2 – Biały pionek · d2 – Biały skoczek · e2 – Biały skoczek · f2 – Biały pionek · g2 – Biały goniec · h2 – Biały pionek · a1 – Biała wieża · d1 – Biały hetman · e1 – Biały król · h1 – Biała wieża | a8 – Czarna wieża · b8 – Czarny skoczek · c8 – Czarny goniec · d8 – Czarny hetman · e8 – Czarny król · f8 – Czarny goniec · g8 – Czarny skoczek · h8 – Czarna wieża · a7 – Czarny pionek · b7 – Czarny pionek · c7 – Czarny pionek · d7 – Czarny pionek · e7 – Czarny pionek · f7 – Czarny pionek · g7 – Czarny pionek · h7 – Czarny pionek · b3 – Biały pionek · d3 – Biały pionek · e3 – Biały pionek · g3 – Biały pionek · a2 – Biały pionek · b2 – Biały goniec · c2 – Biały pionek · d2 – Biały skoczek · e2 – Biały skoczek · f2 – Biały pionek · g2 – Biały goniec · h2 – Biały pionek · a1 – Biała wieża · d1 – Biały hetman · e1 – Biały król · h1 – Biała wieża | a8 – Czarna wieża · b8 – Czarny skoczek · c8 – Czarny goniec · d8 – Czarny hetman · e8 – Czarny król · f8 – Czarny goniec · g8 – Czarny skoczek · h8 – Czarna wieża · a7 – Czarny pionek · b7 – Czarny pionek · c7 – Czarny pionek · d7 – Czarny pionek · e7 – Czarny pionek · f7 – Czarny pionek · g7 – Czarny pionek · h7 – Czarny pionek · b3 – Biały pionek · d3 – Biały pionek · e3 – Biały pionek · g3 – Biały pionek · a2 – Biały pionek · b2 – Biały goniec · c2 – Biały pionek · d2 – Biały skoczek · e2 – Biały skoczek · f2 – Biały pionek · g2 – Biały goniec · h2 – Biały pionek · a1 – Biała wieża · d1 – Biały hetman · e1 – Biały król · h1 – Biała wieża | a8 – Czarna wieża · b8 – Czarny skoczek · c8 – Czarny goniec · d8 – Czarny hetman · e8 – Czarny król · f8 – Czarny goniec · g8 – Czarny skoczek · h8 – Czarna wieża · a7 – Czarny pionek · b7 – Czarny pionek · c7 – Czarny pionek · d7 – Czarny pionek · e7 – Czarny pionek · f7 – Czarny pionek · g7 – Czarny pionek · h7 – Czarny pionek · b3 – Biały pionek · d3 – Biały pionek · e3 – Biały pionek · g3 – Biały pionek · a2 – Biały pionek · b2 – Biały goniec · c2 – Biały pionek · d2 – Biały skoczek · e2 – Biały skoczek · f2 – Biały pionek · g2 – Biały goniec · h2 – Biały pionek · a1 – Biała wieża · d1 – Biały hetman · e1 – Biały król · h1 – Biała wieża | a8 – Czarna wieża · b8 – Czarny skoczek · c8 – Czarny goniec · d8 – Czarny hetman · e8 – Czarny król · f8 – Czarny goniec · g8 – Czarny skoczek · h8 – Czarna wieża · a7 – Czarny pionek · b7 – Czarny pionek · c7 – Czarny pionek · d7 – Czarny pionek · e7 – Czarny pionek · f7 – Czarny pionek · g7 – Czarny pionek · h7 – Czarny pionek · b3 – Biały pionek · d3 – Biały pionek · e3 – Biały pionek · g3 – Biały pionek · a2 – Biały pionek · b2 – Biały goniec · c2 – Biały pionek · d2 – Biały skoczek · e2 – Biały skoczek · f2 – Biały pionek · g2 – Biały goniec · h2 – Biały pionek · a1 – Biała wieża · d1 – Biały hetman · e1 – Biały król · h1 – Biała wieża | a8 – Czarna wieża · b8 – Czarny skoczek · c8 – Czarny goniec · d8 – Czarny hetman · e8 – Czarny król · f8 – Czarny goniec · g8 – Czarny skoczek · h8 – Czarna wieża · a7 – Czarny pionek · b7 – Czarny pionek · c7 – Czarny pionek · d7 – Czarny pionek · e7 – Czarny pionek · f7 – Czarny pionek · g7 – Czarny pionek · h7 – Czarny pionek · b3 – Biały pionek · d3 – Biały pionek · e3 – Biały pionek · g3 – Biały pionek · a2 – Biały pionek · b2 – Biały goniec · c2 – Biały pionek · d2 – Biały skoczek · e2 – Biały skoczek · f2 – Biały pionek · g2 – Biały goniec · h2 – Biały pionek · a1 – Biała wieża · d1 – Biały hetman · e1 – Biały król · h1 – Biała wieża | a8 – Czarna wieża · b8 – Czarny skoczek · c8 – Czarny goniec · d8 – Czarny hetman · e8 – Czarny król · f8 – Czarny goniec · g8 – Czarny skoczek · h8 – Czarna wieża · a7 – Czarny pionek · b7 – Czarny pionek · c7 – Czarny pionek · d7 – Czarny pionek · e7 – Czarny pionek · f7 – Czarny pionek · g7 – Czarny pionek · h7 – Czarny pionek · b3 – Biały pionek · d3 – Biały pionek · e3 – Biały pionek · g3 – Biały pionek · a2 – Biały pionek · b2 – Biały goniec · c2 – Biały pionek · d2 – Biały skoczek · e2 – Biały skoczek · f2 – Biały pionek · g2 – Biały goniec · h2 – Biały pionek · a1 – Biała wieża · d1 – Biały hetman · e1 – Biały król · h1 – Biała wieża | 2 |
| 1 | a8 – Czarna wieża · b8 – Czarny skoczek · c8 – Czarny goniec · d8 – Czarny hetman · e8 – Czarny król · f8 – Czarny goniec · g8 – Czarny skoczek · h8 – Czarna wieża · a7 – Czarny pionek · b7 – Czarny pionek · c7 – Czarny pionek · d7 – Czarny pionek · e7 – Czarny pionek · f7 – Czarny pionek · g7 – Czarny pionek · h7 – Czarny pionek · b3 – Biały pionek · d3 – Biały pionek · e3 – Biały pionek · g3 – Biały pionek · a2 – Biały pionek · b2 – Biały goniec · c2 – Biały pionek · d2 – Biały skoczek · e2 – Biały skoczek · f2 – Biały pionek · g2 – Biały goniec · h2 – Biały pionek · a1 – Biała wieża · d1 – Biały hetman · e1 – Biały król · h1 – Biała wieża | a8 – Czarna wieża · b8 – Czarny skoczek · c8 – Czarny goniec · d8 – Czarny hetman · e8 – Czarny król · f8 – Czarny goniec · g8 – Czarny skoczek · h8 – Czarna wieża · a7 – Czarny pionek · b7 – Czarny pionek · c7 – Czarny pionek · d7 – Czarny pionek · e7 – Czarny pionek · f7 – Czarny pionek · g7 – Czarny pionek · h7 – Czarny pionek · b3 – Biały pionek · d3 – Biały pionek · e3 – Biały pionek · g3 – Biały pionek · a2 – Biały pionek · b2 – Biały goniec · c2 – Biały pionek · d2 – Biały skoczek · e2 – Biały skoczek · f2 – Biały pionek · g2 – Biały goniec · h2 – Biały pionek · a1 – Biała wieża · d1 – Biały hetman · e1 – Biały król · h1 – Biała wieża | a8 – Czarna wieża · b8 – Czarny skoczek · c8 – Czarny goniec · d8 – Czarny hetman · e8 – Czarny król · f8 – Czarny goniec · g8 – Czarny skoczek · h8 – Czarna wieża · a7 – Czarny pionek · b7 – Czarny pionek · c7 – Czarny pionek · d7 – Czarny pionek · e7 – Czarny pionek · f7 – Czarny pionek · g7 – Czarny pionek · h7 – Czarny pionek · b3 – Biały pionek · d3 – Biały pionek · e3 – Biały pionek · g3 – Biały pionek · a2 – Biały pionek · b2 – Biały goniec · c2 – Biały pionek · d2 – Biały skoczek · e2 – Biały skoczek · f2 – Biały pionek · g2 – Biały goniec · h2 – Biały pionek · a1 – Biała wieża · d1 – Biały hetman · e1 – Biały król · h1 – Biała wieża | a8 – Czarna wieża · b8 – Czarny skoczek · c8 – Czarny goniec · d8 – Czarny hetman · e8 – Czarny król · f8 – Czarny goniec · g8 – Czarny skoczek · h8 – Czarna wieża · a7 – Czarny pionek · b7 – Czarny pionek · c7 – Czarny pionek · d7 – Czarny pionek · e7 – Czarny pionek · f7 – Czarny pionek · g7 – Czarny pionek · h7 – Czarny pionek · b3 – Biały pionek · d3 – Biały pionek · e3 – Biały pionek · g3 – Biały pionek · a2 – Biały pionek · b2 – Biały goniec · c2 – Biały pionek · d2 – Biały skoczek · e2 – Biały skoczek · f2 – Biały pionek · g2 – Biały goniec · h2 – Biały pionek · a1 – Biała wieża · d1 – Biały hetman · e1 – Biały król · h1 – Biała wieża | a8 – Czarna wieża · b8 – Czarny skoczek · c8 – Czarny goniec · d8 – Czarny hetman · e8 – Czarny król · f8 – Czarny goniec · g8 – Czarny skoczek · h8 – Czarna wieża · a7 – Czarny pionek · b7 – Czarny pionek · c7 – Czarny pionek · d7 – Czarny pionek · e7 – Czarny pionek · f7 – Czarny pionek · g7 – Czarny pionek · h7 – Czarny pionek · b3 – Biały pionek · d3 – Biały pionek · e3 – Biały pionek · g3 – Biały pionek · a2 – Biały pionek · b2 – Biały goniec · c2 – Biały pionek · d2 – Biały skoczek · e2 – Biały skoczek · f2 – Biały pionek · g2 – Biały goniec · h2 – Biały pionek · a1 – Biała wieża · d1 – Biały hetman · e1 – Biały król · h1 – Biała wieża | a8 – Czarna wieża · b8 – Czarny skoczek · c8 – Czarny goniec · d8 – Czarny hetman · e8 – Czarny król · f8 – Czarny goniec · g8 – Czarny skoczek · h8 – Czarna wieża · a7 – Czarny pionek · b7 – Czarny pionek · c7 – Czarny pionek · d7 – Czarny pionek · e7 – Czarny pionek · f7 – Czarny pionek · g7 – Czarny pionek · h7 – Czarny pionek · b3 – Biały pionek · d3 – Biały pionek · e3 – Biały pionek · g3 – Biały pionek · a2 – Biały pionek · b2 – Biały goniec · c2 – Biały pionek · d2 – Biały skoczek · e2 – Biały skoczek · f2 – Biały pionek · g2 – Biały goniec · h2 – Biały pionek · a1 – Biała wieża · d1 – Biały hetman · e1 – Biały król · h1 – Biała wieża | a8 – Czarna wieża · b8 – Czarny skoczek · c8 – Czarny goniec · d8 – Czarny hetman · e8 – Czarny król · f8 – Czarny goniec · g8 – Czarny skoczek · h8 – Czarna wieża · a7 – Czarny pionek · b7 – Czarny pionek · c7 – Czarny pionek · d7 – Czarny pionek · e7 – Czarny pionek · f7 – Czarny pionek · g7 – Czarny pionek · h7 – Czarny pionek · b3 – Biały pionek · d3 – Biały pionek · e3 – Biały pionek · g3 – Biały pionek · a2 – Biały pionek · b2 – Biały goniec · c2 – Biały pionek · d2 – Biały skoczek · e2 – Biały skoczek · f2 – Biały pionek · g2 – Biały goniec · h2 – Biały pionek · a1 – Biała wieża · d1 – Biały hetman · e1 – Biały król · h1 – Biała wieża | a8 – Czarna wieża · b8 – Czarny skoczek · c8 – Czarny goniec · d8 – Czarny hetman · e8 – Czarny król · f8 – Czarny goniec · g8 – Czarny skoczek · h8 – Czarna wieża · a7 – Czarny pionek · b7 – Czarny pionek · c7 – Czarny pionek · d7 – Czarny pionek · e7 – Czarny pionek · f7 – Czarny pionek · g7 – Czarny pionek · h7 – Czarny pionek · b3 – Biały pionek · d3 – Biały pionek · e3 – Biały pionek · g3 – Biały pionek · a2 – Biały pionek · b2 – Biały goniec · c2 – Biały pionek · d2 – Biały skoczek · e2 – Biały skoczek · f2 – Biały pionek · g2 – Biały goniec · h2 – Biały pionek · a1 – Biała wieża · d1 – Biały hetman · e1 – Biały król · h1 – Biała wieża | 1 |
|   | a | b | c | d | e | f | g | h |   |

Maximilián Ujtelky (ur. 20 kwietnia 1915, zm. 12 grudnia 1979) – słowacki szachista, mistrz międzynarodowy od 1961 roku. Był w prostej linii potomkiem węgierskiego kompozytora Ferenca Liszta.

## Kariera szachowa
Wielokrotnie uczestniczył w finałach indywidualnych mistrzostw Czechosłowacji zdobywając trzy medale: srebrny (1960, Ostrawa, po przegraniu barażu o tytuł mistrza kraju z Jiřím Fichtlem) oraz dwa brązowe (1948 i 1959, oba w Bratysławie). W latach 50. i 60. należał do szerokiej czołówki czechosłowackich szachistów, trzykrotnie (1954, 1960, 1966) uczestnicząc w szachowych olimpiadach oraz dwukrotnie w drużynowych mistrzostwach Europy, na których w roku 1957 zdobył wraz z zespołem brązowy medal.
Wystąpił w wielu międzynarodowych turniejach, sukcesy odnosząc m.in. w Mariańskich Łaźniach (1959, dz. III m. wraz z Juliusem Kozmą, za Lwem Poługajewskim i Laszlo Szabo), Balatonfüred (1959, memoriał Lajosa Asztalosa, dz. III m. wraz z Lajosem Portischem i Istvanem Bilkiem, za Ratmirem Chołmowem i Wolfgangiem Uhlmannem), Polanicy-Zdroju (1965, memoriał Akiby Rubinsteina, IV m. za Jewgienijem Wasiukowem, Peterem Dely i Milanem Matuloviciem), Reggio Emilia (1965/66, II m. za Bruno Parmą), Wijk aan Zee (1968, IV m. za m.in. Zbigniewem Dodą) oraz w Zamardi (1978, dz. III wraz z Jackiem Bielczykiem, za Ferencem Portischem i Güntherem Möhringiem).
Według systemu Chessmetrics, najwyższy ranking osiągnął w styczniu 1960 r., z wynikiem 2595 punktów zajmował wówczas 58. miejsce na świecie.
Poza sukcesami turniejowych uznanie zyskał również jako szachowy teoretyk. Był m.in. autorem oryginalnego systemu, nazwanego jego nazwiskiem, w którym białe wykonują posunięcia zależnie od gry czarnych (docelową konfigurację ich figur ilustruje diagram). W dalszej grze będą starały się one przeforsować – w zależności od poczynań przeciwnika – posunięcie d3-d4 lub e3-e4.